# Chris Thorpe
Pour les articles homonymes, voir Thorpe.
Chris Thorpe, de son vrai nom Christopher Thorpe, est un lugeur américain né le 29 octobre 1970 à Waukegan.

## Biographie
Chris Thorpe participe aux épreuves de luge en double aux Jeux olympiques de 1992 à Albertville et aux Jeux olympiques de 1994 à Lillehammer, terminant respectivement aux douzième et cinquième places. Il est présent lors des Jeux olympiques d'hiver de 1998 à Nagano et remporte avec Gordy Sheer la médaille d'argent. Il concourt ensuite sous les couleurs des États-Unis durant les Jeux olympiques d'hiver de 2002 à Salt Lake City et remporte la médaille de bronze en double avec Clay Ives.
Chris Thorpe est mariée à Kristean Porter, une skieuse acrobatique américaine avec qui il a deux filles.